# Mistrzostwa Europy w Wioślarstwie 1907
15. Mistrzostwa Europy w Wioślarstwie odbyły się w sierpniu 1907 r. w będącym wówczas pod panowaniem niemieckim Strasburgu (po raz 2. w historii). Zawodnicy rywalizowali w 5 konkurencjach wioślarskich na przepływającej przez miasto rzece Ren. 

## Medaliści
| Konkurencja                 | Złoto | Srebro | Brąz                                        | Źródło      |
| --------------------------- | --- | --- | ------------------------------------------- | ----------- |
| M1x (jedynka)               | Gaston Delaplane | Jozef Hermans | Erminio Dones                               | [ 1 ] [ 2 ] |
| M2x (dwójka podwójna)       | Włochy Emilio Sacchini · Erminio Dones | Belgia Daniël Clarembaux · Jozef Hermans | Cesarstwo Niemieckie · (Alzacja-Lotaryngia) | [ 3 ]       |
| M2+ (dwójka ze sternikiem)  | Belgia Guillaume Visser · Urbain Molmans · Rodolphe Colpaert (sternik) | Włochy Giuseppe Sinigaglia · Annibale Beretta · Cetti (sternik)                                                                                             | Cesarstwo Niemieckie · (Alzacja-Lotaryngia) | [ 4 ]       |
| M4+ (czwórka ze sternikiem) | Belgia Guillaume Visser · Alphonse van Roy · Rodolphe Meyvaert · Urbain Molmans · Rodolphe Colbaert (sternik)                                                                           | Włochy Ettore Sansoni · Mario Albertini · Giacomo Bellinzoni · Corrado Malaspina                                                                            | Włochy                                      | [ 5 ]       |
| M8+ (ósemka)                | Belgia Rodolphe Poma · Oscar Dessomville · Polydore Veirman · François Vergucht · Georges Mys · Stanisław Kowalski · Marcel Morimont · Oscar Taelman · Raphael van der Waeren (sternik) | Włochy Giovanni Brunialti · Alberto del Nunzio · Archimede de Gregori · Alfredo Tuzi · Armando Garroni · Guido de Cupis · Carlo Gigliesi · Alfonso Serventi | Francja                                     | [ 6 ]       |

## Klasyfikacja medalowa
| Miejsce | Reprezentacja                             | Złoto | Srebro | Brąz | Razem |
| ------- | ----------------------------------------- | ----- | ------ | ---- | ----- |
| 1.      | Belgia                                    | 3     | 2      | 0    | 5     |
| 2.      | Włochy                                    | 1     | 3      | 2    | 6     |
| 3.      | Francja                                   | 1     | 0      | 1    | 2     |
| 4.      | Cesarstwo Niemieckie (Alzacja-Lotaryngia) | 0     | 0      | 2    | 2     |
| Razem   | Razem                                     | 5     | 5      | 5    | 15    |